# Greta Falk-Simon
Greta Falk-Simon, född 21 juli 1907 i Göteborg, död 4 maj 2004 i Danderyds församling, var en svensk konstnär.
Hon var dotter till direktören och konstsamlaren Falk Simon och Paula Salomon, gifte sig med Stig Munthe-Sandberg (1903–1950) och var mor till Hans Munthe-Sandberg (1937–1968).
Falk-Simon studerade konst för Tor Bjurström våren 1926 och under hösten samma år vid Académie de la Grande Chaumière i Paris samt vid Carl Wilhelmsons målarskola våren 1927 och vid Konsthögskolan 1927–1933. Hon företog studieresor till bland annat USA, England, Italien och Frankrike. Separat ställde hon ut på Galerie Moderne och Gummesons konsthall i Stockholm samt på Göteborgs konsthall. Hon medverkade sporadiskt i Sveriges allmänna konstförenings samlingsutställningar sedan 1929. Hennes konst består av motiv med blomsterrabatter, grönsaksodlingar, växthusinteriörer, porträtt, strandmotiv från Skånes ostkust samt landskapsmotiv från hennes många resor och exlibris. Hon var även verksam under namnet Greta Munthe-Sandberg och är begravd på Djursholms begravningsplats.